# Anápolis FC
Der Anápolis Futebol Clube, in der Regel nur kurz Anápolis genannt, ist ein Fußballverein aus Anápolis im brasilianischen Bundesstaat Goiás. Der Klub wurde am 1. Mai 1946 als Operário Futebol Clube gegründet. Nachdem der ortsansässige Anápolis Sport seinen Spielbetrieb einstellte, erfolgte 1951 die Umbenennung in Anápolis Futebol Clube.
Aktuell spielt der Verein in der Staatsmeisterschaft von Goiás. In der Saison 2024 erreichte der Klub in der Série D den zweiten Platz und sicherte sich damit die Teilnahme an der Série C 2025.

## Erfolge
- Staatsmeisterschaft von Goiás: 1965
- Staatsmeisterschaft von Goiás – 2nd Division: 1990, 2012

## Stadion
Der Verein trägt seine Heimspiele im Estádio Jonas Duarte in Anápolis aus. Das Stadion hat ein Fassungsvermögen von 17.800 Personen.

## Trainerchronik
Stand: September 2024
| Trainer           | Nation                | von              | bis                |
| ----------------- | --------------------- | ---------------- | ------------------ |
| Heron Ferreira    | Brasilien             | 1. Juli 2000     | 31. Dezember 2000  |
| Marcos Soares     | Brasilien             | 1. Januar 2015   | 31. März 2015      |
| Ramon Menezes     | Brasilien             | 4. Januar 2016   | 13. Februar 2016   |
| Waldemar Lemos    | Brasilien             | 20. Februar 2017 | 7. Mai 2017        |
| Caio Mello        | Brasilien             | 3. Februar 2017  | 17. Februar 2017   |
| Waldemar Lemos    | Brasilien             | 20. Februar 2017 | 7. Mai 2017        |
| Ramon Menezes     | Brasilien             | 8. Mai 2017      | 22. November 2017  |
| Toninho Cecílio   | Brasilien             | 11. Februar 2020 | 1. Mai 2020        |
| Ranielle Ribeiro  | Brasilien             | 7. Januar 2021   | 31. März 2021      |
| Luís Carlos Winck | Brasilien Deutschland | 5. April 2021    | 8. August 2022     |
| Luiz Carlos Winck | Brasilien Deutschland | 10. Januar 2023  | 12. September 2023 |
| Luiz Carlos Winck | Brasilien Deutschland | 10. Januar 2024  | 15. Mai 2024       |
| Ângelo Luiz       | Brasilien             | 17. Mai 2024     |                    |
| Hemerson Maria    | Brasilien             | 24. Mai 2024     | 14. August 2024    |